# Università (zona di Roma)
Università è la zona urbanistica 3X del Municipio Roma II di Roma Capitale.
Si estende sui quartieri Q. V Nomentano e Q. VI Tiburtino e sul rione R. XVIII Castro Pretorio.
Prende il nome dalla Città universitaria di Roma, interamente compresa in essa.

## Geografia fisica

### Territorio
La zona confina:
- a nord con la zona urbanistica 3A Nomentano
- a est con la zona urbanistica 3Y Verano
- a sud con la zona urbanistica 3B San Lorenzo
- a ovest con la zona urbanistica 1F XX Settembre

## Enti
Nella zona sono compresi il Policlinico Umberto I e l'Ospedale Odontoiatrico "George Eastman", entrambi nel quartiere Nomentano.

## Cultura
La zona comprende, oltre la già citata università "Sapienza" sita nel quartiere Tiburtino, anche la Biblioteca Nazionale Centrale di Roma, quest'ultima sita nel rione Castro Pretorio.